# Mormântul Mariei Filotti
Mormântul Mariei Filotti este un monument istoric aflat pe teritoriul municipiului București.